# Penguin Cafe Orchestra (album)
A Penguin Cafe Orchestra az ugyanilyen nevű együttes második nagylemeze. Az albumot 1977 és 1980 között rögzítették. 1981-ben jelent meg az E.G. Records kiadónál. A lemezről a Walk Don't Run és a Telephone and Rubber Band című dalok számítanak népszerűnek. Utóbbi dalt több cég reklámjában is felhasználták. 
Közreműködők: Simon Jeffes, Helen Leibmann, Steve Nye, Gavyn Wright. További közreműködők: Geoff Richardson, Peter Veitch, Braco, Giles Leamna, Julio Segovia és Neil Rennie.

## Dalok
1. Air a Danser
2. Yodel 1
3. Telephone and Rubber Band
4. Cutting Branches for a Temporary Shelter
5. Pythagoras's Trousers
6. Numbers 1-4
7. Yodel 2
8. Salty Bean Fumble
9. Paul's Dance
10. The Ecstasy of Dancing Fleas
11. Walk Don't Run
12. Flux
13. Simon's Dream
14. Harmonic Necklace
15. Steady State